# Sibylla Eickelboom
Sibylla Eickelboom (* 26. August 1884 in Mönchengladbach; † 29. September 1931) war eine deutsche Politikerin der Zentrumspartei.

## Leben
Sie übte zunächst einen kaufmännischen Beruf aus. Später war sie Hauswirtschaftslehrerin, städtische Wohlfahrtspflegerin, Bibliothekarin, Mitarbeiterin einer Redaktion und Jugendpflegerin. Schließlich war sie hauptamtliche Verbandssekretärin des Zentralverbandes deutscher Jungfrauenvereinigungen. Sie gehörte auch dem Verband katholischer Lehrerinnen an. Sie war auch Parteisekretärin des Zentrums und gehörte dem Reichsfrauenbeirat der Partei an. Sie war von 1921 bis 1928 Mitglied des Preußischen Landtages.